# Руйнування гірської породи
Руйнування гірської породи (рос. разрушение горной породы, англ. rock breaking, rock failure, нім. Gesteinszerstörung f) — порушення суцільності природних структур гірських порід (мінеральних агрегатів, масивів гірських порід) під дією природних і штучних сил. Здійснюється, як правило, з метою відділення гірської породи від масиву і наступного переміщення до призначеного місця. Р.г.п. — складний фізичний або фізико-хімічний процес, характер розвитку якого залежить від величини і швидкості прикладення навантаження, напруженого стану об'єкта, його міцності і структурних властивостей. Згідно з цим Р.г.п. може протікати на мікро- і макрорівнях.
Мікроскопічне Р.г.п. (розміри зони руйнування до 1 мм) виникає в місці контакту руйнуючого елемента з породою і супроводжується розривом зв'язків між зернами або порушенням хім. зв'язків у кристалі, мікротріщинами, зсувом вздовж поверхонь ковзання.
Макроскопічне Р.г.п. (розміри зони руйнування 1 см і більше) характеризується розвитком однієї або багатьох тріщин, що порушують суцільність масивів у значних обсягах. У всіх випадках Р.г.п. починається з процесу на мікроскопічному рівні.
Природне Р.г.п. відбувається внаслідок гравітаційних (обвали, осідання ґрунтів, осип), вулканічних, глибинних тектонічних процесів, вивітрювання, ін. природних процесів і явищ.
На гірничих об'єктах Р.г.п. — основний процес технології видобування твердих корисних копалин, що полягає у відділенні від масиву шматків гірської породи і дробленні їх до кондиційної крупності.
Р.г.п. може здійснюватися різноманітними способами. У гірничодобувній промисловості найчастіше застосовується механічний та підривний (вибуховий) способи руйнування. Механічне руйнування гірських порід здійснюють за допомогою твердих (металевих) інструментів. Для механічного та вибухового способів руйнування характерна наявність двох зон — активного руйнування (або зони дроблення) і розвалу, причому питоме значення другої зони у загальному обсязі руйнування досягає інколи 90% і більше.
У деяких випадках при вийманні залізних руд дістав практичне застосування спосіб термічного руйнування. При розробці вугілля і слабких порід іноді також застосовується гідравлічний спосіб (див. гідравлічне руйнування гірських порід).
Останнім часом починають застосовуватися комбіновані способи руйнування порід. Зокрема це стосується способів буріння. Процес руйнування породи буровим долотом досяг своєї межі. Найперспективнішим способом інтенсифікації руйнування породи при бурінні є штучне утворення кавітації для пульсаційного промивання вибою свердловини (Р. С. Яремійчук, 1996).
Експериментальними дослідженнями встановлено (2006), що амплітуда коливань тиску при бурінні сягає 1,5-2,5 МПа з частотою 1-5 МГц. Промисловими випробовуваннями підтверджена можливість істотної інтенсифікації процесу буріння (проходка на долото зростає у 2-3 рази).